# Pinus fragilissima
Pinus fragilissima (з латини — «сосна найламкіша») — вид із роду сосен родини соснових. Іноді розглядається в складі виду Pinus taiwanensis під назвою Pinus taiwanensis var. fragilissima. Інші близькі родичі — P. hwangshanensis, P. luchuensis та P. densiflora.
Вид описаний 2003 року. Назву отримав за особливу ламкість гілок, а також лусок зрілих шишок. Це дерева висотою до 30 м і шириною крони до 20 м. Голки в пучках по 2, іноді по 3; довжиною біля 15-20 см і шириною близько 1 мм. Зрілі шишки довжиною до 9-10 см.
Ендемік Тайваню; знайдений на двох невеликих ділянках у гірській місцевості. Безпосередньої загрози існуванню не видно, але чисельність виду та швидкість її зміни невідомі. Станом на 2015 рік має статус виду, близького до загрозливого стану.